# Curumaní (kommun)
Curumaní är en kommun i Colombia.   Den ligger i departementet Cesar, i den norra delen av landet, 500 km norr om huvudstaden Bogotá. Antalet invånare är 27 560.